# Utgräventjärnen, Medelpad
Utgräventjärnen är en sjö i Sundsvalls kommun i Medelpad och ingår i Indalsälvens huvudavrinningsområde.